# Harderwijk
Harderwijk là một đô thị thuộc tỉnh Gelderland, Hà Lan.